# 军机处

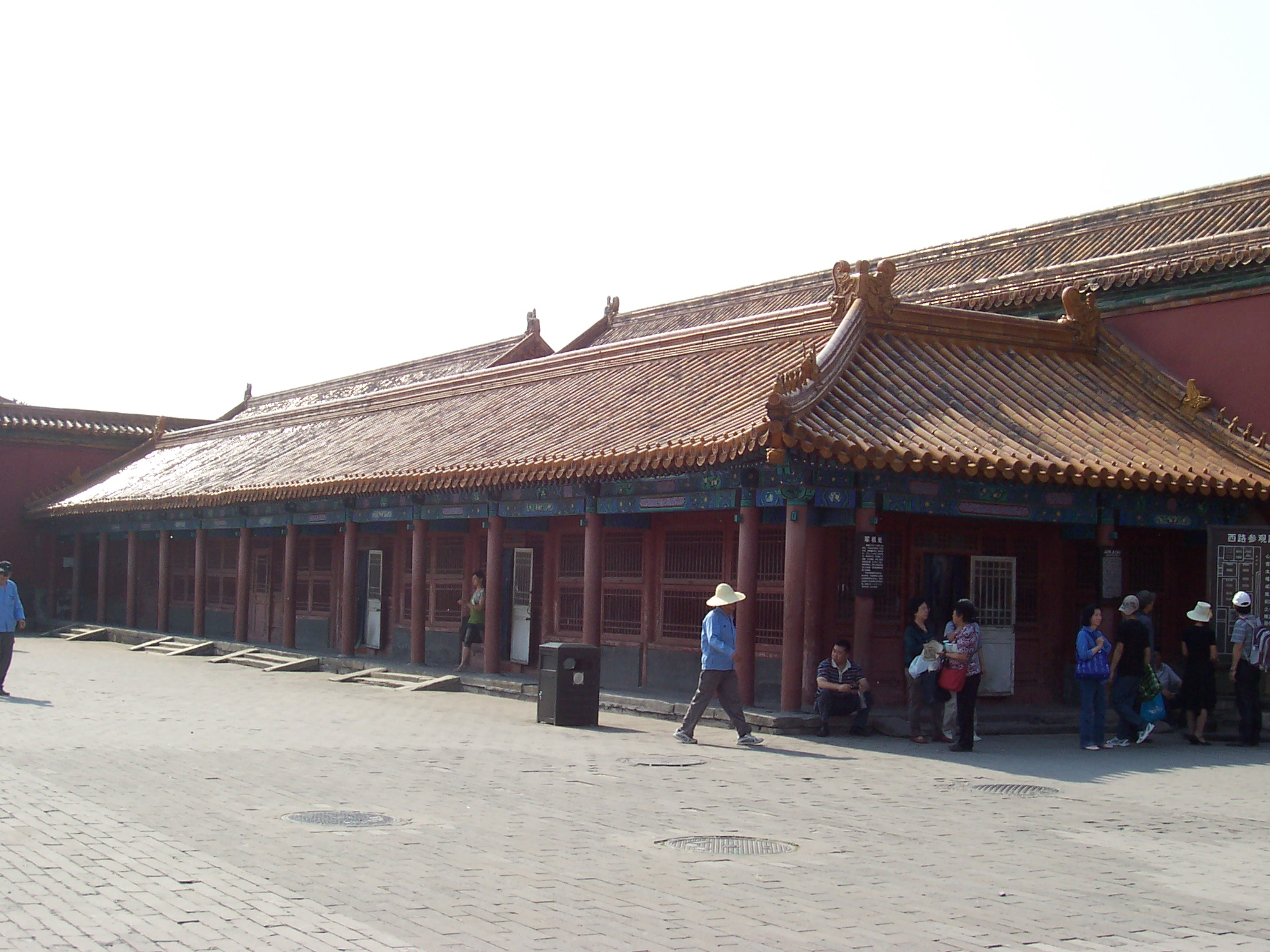
乾清门外西侧内右门以西，隆宗門内北侧，坐北向南的庐房面阔十二间，进深两间，自东向西分别为：侍卫值宿房（东四间）、军机处大臣值房（中四间）、内务府大臣办事处（西四间）。现东四间的原侍卫值宿房内设有“军机处史料展”，中四间的军机处大臣值房为原状陈列。

辦理軍機事務處（穆麟德轉寫：coohai nashūn i ba），簡稱軍機處，前稱軍需房、軍機房。是清朝康熙、雍正年間創立的一個中央最高輔弼機搆，也是中国历史上君主獨裁發展到最高階段的標誌。學術界大部分觀點認為是始創於雍正七年（1729年），在隆宗門內率先成立的臨時軍事指揮機構；準噶爾之役後，進一步擴大其職責範圍令其成為處理朝廷軍政機要的常設部門，轉變為常設乾清門外，作為專門服務皇帝的參議諮詢及秘書機構，從而取代議政王大臣會議，並令由秦漢沿襲下來的廷議就此實質廢除。該機構實際作為皇帝的機要秘書班子及奉旨經辦機構，直到宣統三年（1911年）責任內閣成立後撤銷。

## 特点
军机处内部陈设简单，只有桌、椅、炕、砚等设施和物品。军机处人员精干，有官而无吏，办事效率高。
军机处有非常严格的保密制度，使外人不能窥视其活动及文件等。即便是王公大臣，没有皇帝的特旨，也不准出入军机处。

## 沿革

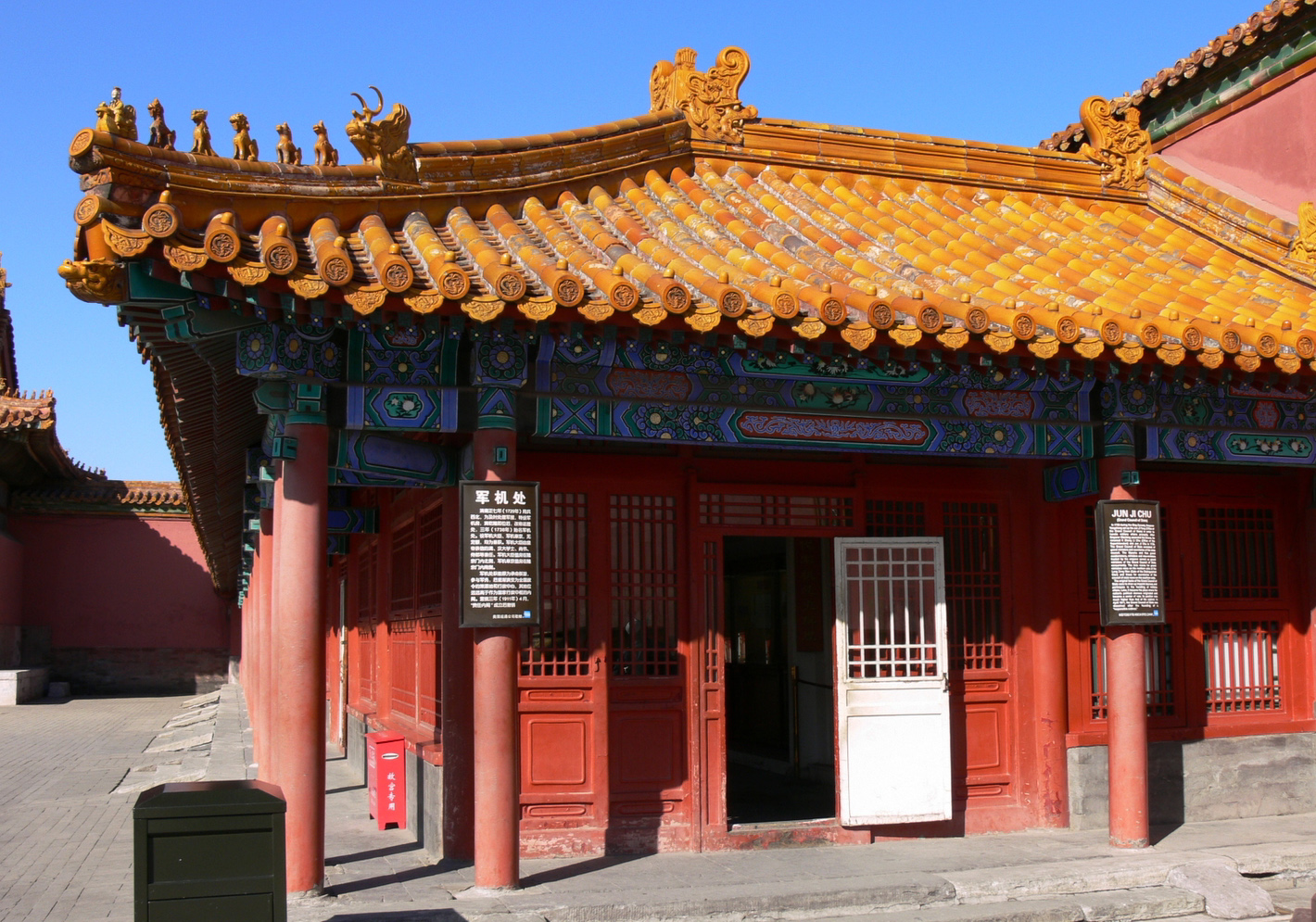
乾清门外西侧内右门以西，隆宗門内北侧，坐北向南的十二间庐房的最东端，也是原来侍卫值宿房的最东端，现在侍卫值宿房内设有“军机处史料展”。

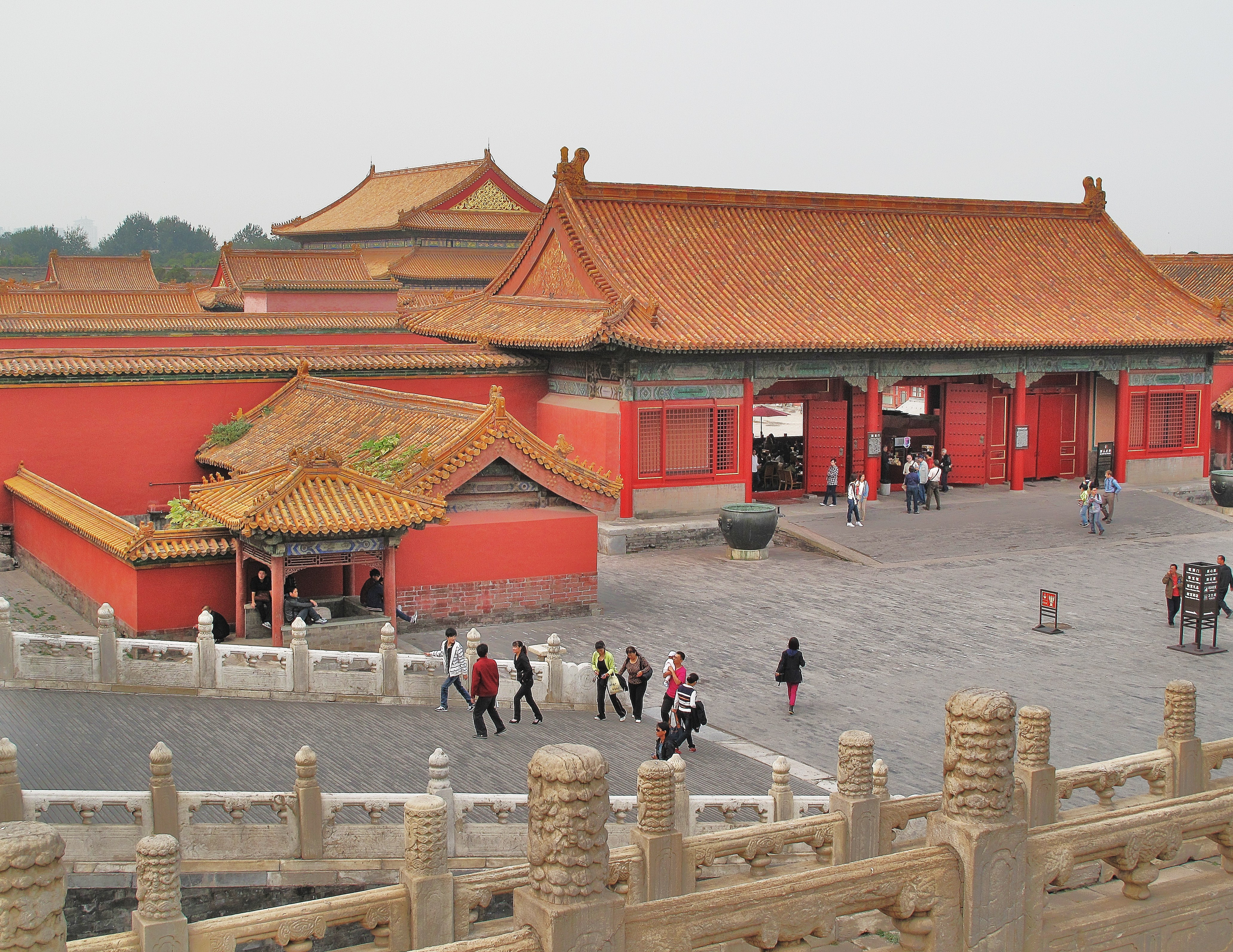
隆宗門（图右侧建筑）内南侧周庐五间（图左侧建筑），为军机章京值房，其东侧还有一座井亭（图左侧小型亭式建筑）。

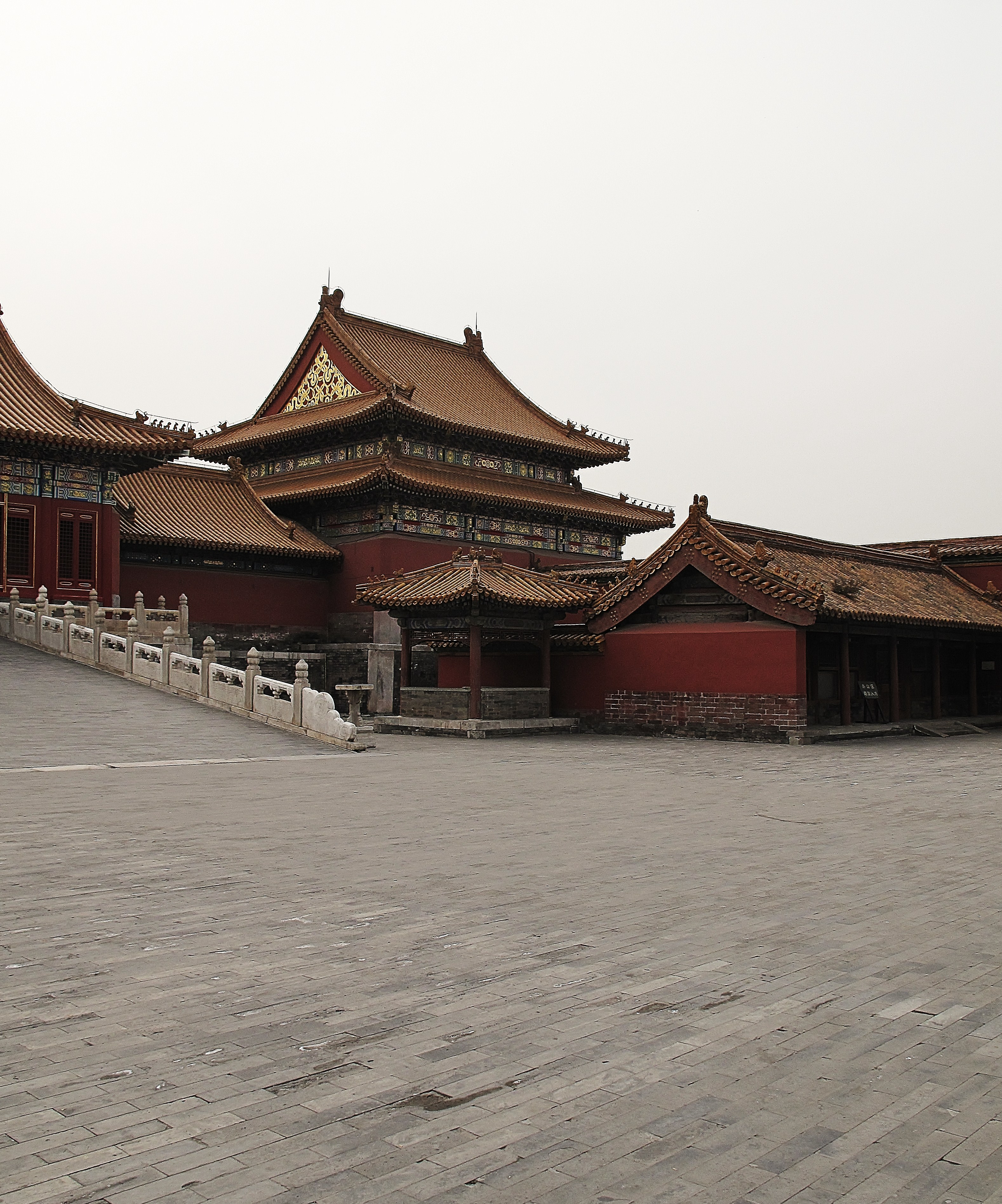
隆宗門内南侧周庐五间（图右侧建筑），为军机章京值房，其东侧还有一座井亭（图中央小建筑）。

康熙十六年（1677年）十一月，在內閣外另設立南書房，「揀擇詞臣才品兼優者充之」，直接起草諭旨與處理機密奏議。軍機處主要作用與南書房相同，為皇帝召對單位，起草由皇帝主動發布之諭旨（上諭，明代以前稱中旨），取代清代被廢除的知制誥等職務。
雍正四年（1726年），籌劃用兵西北，為求保密並削弱內閣、議政王大臣會議權力，密旨兩路軍需由怡親王允祥、大學士張廷玉、蔣廷錫、總督岳鍾琪於內廷密籌辦。之後二年餘，各行省尚不知出師西北之事。隸屬於戶部，亦稱戶部軍需房，滿文檔案軍需房、軍機房、軍機處曾同時存在。雍乾時人葉鳳毛在《內閣小志》：「（軍機房）即內中堂，即內中堂辦事處也。凡內外大臣摺奏有不交部即令中堂議覆者，洎廷寄各省諭旨，始皆園值人為之。有滿舍人舒赫德、雅爾哈善，漢舍人吳元安、蔣炳，願不換班，長侍內中堂。時西北兩路出師征策妄，戶部別立軍需房，司官翁藻主之，於是襲其稱，亦曰軍需房，漸易為軍機房，又以房為處」故軍機處的產生與西北用兵並無直接關係，僅借用其名稱，亦非削弱內閣，而是內閣在內廷的值房。其位置常在圓明園出入賢良門外御河南軍機堂，只有冬季在隆宗門內或西苑門北作為值廬。而與西北用兵相關的戶部軍需房以戶部軍需局，一直延續到清季。巨量的清代內閣大庫檔案也顯示一般性、經常性的奏摺，有清一代仍由內閣票擬，軍機處並未全面取代內閣。
《清史稿·職官志》載：「雍正十年，用兵西北，慮儤值者洩密，始設軍事房，後改軍機處。」
雍正七年（1729年），清軍大舉征伐西北兩路，六月初十（7月5日）正式設立軍需房於隆宗門內北侧（乾清门外西侧），公佈密辦軍需人選，选内阁中谨慎縝密者入值，以处理紧急军务。旋即改稱辦理軍需處或軍需處，再改稱辦理軍務處、軍機房。但台北國立故宮博物院研究員莊吉發查閱歷史資料，指出「軍機房」一詞在雍正時期的文件中並不存在。
雍正八年（1730年），始稱軍機處，以張廷玉、蔣廷錫、馬爾賽入值辦理一切事務，成為定制。
雍正十年（1732年）三月，正式定名辦理軍機處，简称軍機處，並由禮部鑄造印信，用「辦理軍機印信」字樣，「并行知各省及西北兩路軍營」。
由于军机处本是一个非常的临时机构，自诞生之日起就摆脱了正式官僚体系的壅滞、繁琐的毛病，非常适合皇帝加强皇权的意愿，所以，在准噶尔战事平定之后，按理应裁撤军机处，但结果非但不将其撤销，反而进一步扩大了军机处的权力，使其超越议政王大臣会议、内阁，成为最主要的政治核心。
雍正十三年（1735年）八月，乾隆帝即位後，以西北軍事底定，撤除軍機處，改設總理事務處兼理軍機事務，簡稱總理處，以莊親王允祿、果親王允禮、保和殿大學士鄂爾泰、張廷玉為總理事務王大臣，原軍機大臣訥親、徐本、班第、索柱、豐盛額、海望、莽鵠立、納延泰改在總理處「協辦總理事務」或「差委辦事」。
乾隆二年十一月廿八日（1738年1月17日），准總理事務王大臣解職，復設辦理軍機處，以鄂爾泰、張廷玉、訥親、海望、納延泰、班第入值。
咸豐十一年（1861年）成立总理各国通商事务衙门后，军机处之決策权渐移。但在奕訢失勢後，軍機處又重掌大權。
宣統三年（1911年）责任内阁成立后撤销。

## 職掌
該機構作為皇帝秘書顧問，具體職掌：
- 接收由皇帝閱後下發附帶意見的密摺，依據皇帝述旨將意旨撰述成諭旨，輔助皇帝處理奏摺及起草上諭，
- 保管授權保管的機要文件：抄錄皇帝閱後下發的奏摺題由及處理意見，形成檔冊，即《隨手登記檔》，而奏摺在發下前，還須由供事（即軍機處專供抄胥之人）抄錄副本即 《錄副奏摺》；
- 議大政，議後提出處理意見，奏報皇帝裁奪；
- 讞大獄，參與重大案件審擬；
- 參與對重要官員的任免和考核；
- 隨侍皇帝出巡，奉旨出京查辦事件等。

## 編成

### 成員
军机处主要成员为军机大臣及军机章京。军机大臣员额无定，最少时以三员为度，最多不超过十员，通常为四至七员，尤以五至六员为最常，由亲王、大学士、尚书、侍郎或京堂充任军机大臣，通称“大军机”。设首席军机大臣，或称领班军机大臣，一般由满族亲王或大学士担任。
其他任职者，按各人资历分别被任命为军机处行走、大臣上行走、大臣上学习行走等。军机大臣须每天值班，等候皇帝随时召见。另选内阁中书等官充军机章京，通称“小军机”，满汉各半，负责抄写谕旨、记载档案、查核奏议。军机处具体职掌为：撰拟谕旨和处理奏折；议大政，议后提出处理意见，奏报皇帝裁夺；谳大狱，参与重大案件审拟；参与对重要官员的任免和考核；随侍皇帝出巡，奉旨出京查办事件等，用字寄上谕的名义对各地各部官员发布指令，凡特旨简放大员，如大学士、六部、九卿、督抚、将军、提督、学差、主考及驻外使臣，皆由军机处开单请旨。
《清史稿》载，嘉庆四年一月，上命成亲王永瑆在軍機处行走，十月，以“非祖制”罢值。谕曰：「自设军机处，无诸王行走。因军务较繁，暂令永瑆入直，究与国家定制未符，罢军机处行走」。不过在雍正皇帝執政時军机房创设之初，雍正皇帝的怡亲王允祥即是重要成员之一，乾隆、嘉庆、道光三大朝皆能遵親王禁入軍機處的制令，自咸丰三年十月，上任命恭亲王奕䜣在军机大臣上行走之后，此一禁制遂废。奕䜣于咸丰五年七月免。嗣后，自咸丰十一年十月至宣统三年四月裁军机处止，其间除光绪廿七年七月至廿九年三月间无亲王任军机大臣外，俱以亲王为军机处领班王大臣。

### 职权
军机处没有专官，军机大臣、军机章京都是以原官兼职，皇帝可以随时令其离开军机处，回本衙门。军机大臣既无品级，也无俸禄。军机大臣之任命，并无制度上的规定可供遵循，完全出于皇帝的自由意志。
军机大臣的职务也没有制度上的规定，一切都是皇帝临时交办的，所以军机大臣只是承旨办事而已。“只供传述缮撰，而不能稍有赞画于其间”，这些都说明军机处是皇帝集权的最好的工具。
军机处实际上是皇帝的秘书机构，军机大臣职责是向皇帝提出建议，执行皇帝的政策，决策权完全在皇帝身上。因此军机处并不是中央的最高行政机关，充其量只能说是皇帝用作行使权力的执行机关。
乾隆朝，設置「議罪銀」制度，在軍機房設置密記處管理《密記檔》，全由內務府滿人擔任，乾隆二十八年起，第一宗議罪銀由軍機處查催，和珅掌權後，議罪銀方經軍機查催交內務府。

## 駐地設施
北京紫禁城乾清门西侧内右门以西，坐北向南的庐房面阔十二间，进深两间，自东向西分别为：侍卫值宿房（东四间）、军机处大臣值房（中四间）、内务府大臣办事处（西四间）。后来东四间的原侍卫值宿房内设有“清代军机处史料展”，中四间的军机处大臣值房为原状陈列。对面周庐五间则是军机章京值房，其东侧还有一座井亭。
2014年12月1日起，“清代军机处史料展”暂停开放。2015年，经改陈后恢复开放。